# Bornemissza László
Bornemissza (Bornemisza) László (Tiszadada, 1910. május 22. – Budapest, 1995. május 22.) festő, grafikus.

## Életpályája
Bornemisza Barnabás tanító és Óndi Julianna fiaként született. Irodalmi próbálkozások után, 1940-ben, 30 évesen döntött a festői pálya mellett. A második világháború alatt haditudósítóként szolgált Lvivben, ahol önképzés útján készült a festői pályára, majd a Krakkói Képzőművészeti Akadémiát látogatta.
1946 és 1952 között Debrecenben a város közművelődési apparátusának munkatársa volt. A Képzőművészek Szabad Szakszervezetének alapító lett. 1952-től Budapesten élt. 1961-től szabadfoglalkozású képzőművész lett. 
Tanulmányutakat tett: 1960-ban Lengyelországban, 1962-ben Olaszországban, 1964-ben Finnországban, 1965-66 között egyéves svéd kormányösztöndíjat nyert.
Posztimpresszionista indulás után nyugat-európai élményeinek hatására sajátos stílust dolgozott ki, amellyel a 60-as évek magyar művészetének élvonalába emelkedett. Képei a képzelet és a realitás ötvözetei. 
Illusztrátorként is komoly sikereket aratott.
Művei számos magyar, lengyel és finn közgyűjteményben megtalálhatók.

## Egyéni kiállításai
- 1956 • Bányász Művelődési Ház, Komló
- 1957 • Tornyai János Múzeum, Hódmezővásárhely
- 1958 • Déri Múzeum, Debrecen
- 1960 • M. Zamek, Lublin • Déri Múzeum, Debrecen
- 1962 • Fészek Klub, Budapest (kat.)
- 1964 • Taidehalli, Helsinki
- 1965 • Djurgarden Galerie, Stockholm
- 1966 • Konsthalli, Uppsala • Kulturális Kapcsolatok Intézete Kiállítóterem, Budapest (gyűjt., kat.)
- 1968 • KS-Galerie, Lund
- 1969 • McCaffery Gallery [Kepner Ritával], Washington • Képcsarnok, Pécs • Lengyel Kultúra Háza
- 1970 • G. d'Arte Arno [Pekáry Istvánnal és Molnár G. Pállal], Firenze
- 1972 • Szőnyi Terem, Miskolc
- 1973 • Galerie Ina Broerse, Amszterdam • McCaffery Gallery, Los Angeles
- 1974 • Rudnay Terem, Eger • McCaffery Gallery, Los Angeles
- 1976 • Galerie Hoffmann, Köln
- 1976 • Gulácsy Terem, Szeged • Galerie Hoffmann, Köln
- 1979 • Galerie Sin' Paora, Párizs • Galerie Hoffmann, Köln
- 1980 • Galerie Capa, Athén
- 1981 • Galerie Brueghel, Venlo (B)
- 1983 • Galerie Hoffmann, Köln
- 1985 • ART 16 '85, Basel • Galerie Hoffmann, Köln
- 1986 • ART 16 '86, Basel • Csontváry Terem, Budapest • Schloss Windelsbach Galerie, Stuttgart
- 1987 • Dési Huber Terem, Veszprém.